# Божий приют
«Божий приют» (англ. The Halfway House) — комедийный фильм ужасов от режиссёра Кеннета Дж. Холла, снятый в 2004 году.

## Сюжет
История повествует о девушке, которая расследут пропажу своей сестры в религиозном исправительном заведении. В ходе следствия, девушка узнает и о других пациентах, так же пропавших таинственным образом. В поисках разгадки героиня и не подозревала, что заведующие этим заведением, не те за кого себя выдают.
Премьерный показ фильма состоялся 14 февраля 2004 года. В целом фильм вызвал положительные оценки зрителей и кинокритиков.

## В ролях
| Актёр                | Роль            |
| -------------------- | --------------- |
| Мэри Воронов         | сестра Сесилия  |
| Джанет Кейси Трейсер | Ларисса Морган  |
| Шоун Сэведж          | сержант Дик Шин |
| Стефани Ли           | Половски        |
| Атена Дэмос          | Анджелина       |
| Моника Шир           | Эдди            |
| Джозеф Тэтнер        | отец Фогерти    |
| Майкл Гальо          | инспектор Хиндс |